# Demetri de Tars (gramàtic)
Demetri de Tars (grec antic: Δημήτριος, llatí: Demetrius) fou un gramàtic grec conegut únicament perquè és un dels protagonistes de l'obra de Plutarc De Oraculorum Defectu (περὶ τῶν ἐκλελοιπότων χρηστηρίων).